# آنتی دورینگ
آنتی دورینگ با نام کامل انقلاب آقای اویگن دورینگ در علم (آلمانی: Herrn Eugen Dührings Umwälzung der Wissenschaft)، کتابی است نوشته فریدریش انگلس که نخستین بار در سال ۱۸۷۸ به زبان آلمانی منتشر شد.

## محتوا
این کتاب بزرگ‌ترین سهم انگلس در توسعه نظریه مارکسیستی است. کتاب در نقد نظریات اویگن دورینگ نوشته شده‌است. دهه ۱۸۷۰ دورینگ نسخه سوسیالیسم خود را برای مقابله و جایگزینی با خوانش و نسخه مارکس از سوسیالیسم عرضه کرد. در این زمان مارکس مشغول نوشتن کتاب سرمایه بود و به همین دلیل وی کار نوشتن دفاعیه عمومی در برابر نظریات دورینگ را به انگلس سپرد. کتاب در اوایل سال‌های ۱۸۷۷ تا اواسط ۱۸۷۸ به صورت سلسله مقالاتی در روزنامه «فور ورتز»، ارگان حزب سوسیال دموکراسی چاپ شد.
انگلس در این کتاب نه تنها نظریات دورینگ بلکه همه نظریات سوسیالیسم تخیلی و خرده بورژوازی را به نقد می‌کشد و در عین حال شرح و توضیح کاملی از اصول نظریه سوسیالیسم علمی ارائه می‌کند.
آنتی دورینگ یک دانشنامه واقعی مارکسیسم است. در این کتاب سه محور اصلی آموزه‌های مارکس و انگلس، یعنی ماتریالیسم دیالکتیک، ماتریالیسم تاریخی، اقتصاد سیاسی، و سوسیالیسم علمی به صورت جامعی تشریح می‌شود. لنین در اهمیت این کتاب می‌نویسد: «در آنتی دورینگ عمیق‌ترین مسائل فلسفی، طبیعی و علوم اجتماعی بررسی می‌شود».
انگلس در مقدمه دومش بر آنتی دورینگ می‌نویسد: «من و مارکس دقیقاً تنها کسانی بودیم که می‌بایست دیالکتیک را از فلسفه ایده‌آلیستی آلمانی نجات داده و آن را در مفهوم ماتریالیستی طبیعت و تاریخ به کار بندیم. اما معرفتی بر ریاضیات و علوم طبیعی برای فهم طبیعت که هم دیالکتیکی و هم ماتریالیستی است ضروری می‌باشد.».

## ساختار کتاب
فریدریش انگلس
مقدمه ناشر
دیباچه‌های هر سه چاپ
مدخل
۱ـ کلیات
۲ـ آنچه که آقای دورینگ وعده می‌دهد.
فصل اول: فلسفه
۳ـ تبویب ـ لمّی
۴ـ شمای جهان
۵ـ فلسفه طبیعت زمان و مکان
۶ـ فلسفه طبیعت: تکوین کیهان، فیزیک، شیمی
۷ـ فلسفه طبیعت: جهان ارگانیک (آلی)
۸ـ فلسفه طبیعت: جهان ارگانیک (آلی) (خاتمه)
۹ـ اخلاق و حقوق: حقایق جاودان
۱۰ـ اخلاق و حقوق ـ مساوات
۱۱ـ اخلاق و حقوق ـ آزادی و ضرورت
۱۲ـ دیالکتیک ـ کمیت و کیفیت
۱۳ـ دیالکتیک ـ نفی نفی
۱۴ـ خاتمه
فصل دوم: اقتصاد سیاسی
۱ـ موضوع و متد
۲ـ تئوری قهر
۳ـ تئوری قهر (ادامه)
۴ـ تئوری قهر (خاتمه)
۵ـ تئوری ارزش
۶ـ کار ساده و مرکب
۷ـ سرمایه و اضافه ارزش
۸ـ سرمایه و اضافه ارزش (خاتمه)
۹ـ قوانین طبیعی اقتصاد بهره زمین
۱۰ـ از تاریخ انتقادی
فصل سوم: سوسیالیسم
۱ـ جنبه تاریخی
۲ـ جنبه تئوریک
۳ـ تولید
۴ـ توزیع
۵ـ دولت، خانواده، تعلیم و تربیت

## پیوند بیرون
- مشارکت‌کنندگان ویکی‌پدیا. «Anti-Dühring». در دانشنامهٔ ویکی‌پدیای انگلیسی، بازبینی‌شده در ۷ ژانویه ۲۰۱۷.